# Яровой Ігор Олегович
Ігор Олегович Яровой (нар. 8 квітня 1996, Кривий Ріг, Дніпропетровська область, Україна) — український футболіст, атакувальний півзахисник криворізького «Кривбасу».

## Клубна кар'єра
Народився в Кривому Розі. Вихованець «Кривбасу 84», перший тренер — Сергій Жуков. У ДЮФЛУ з 2007 по 2013 рік виступав за «Кривбас-84» (Кривий Ріг), РВУФК (Київ), «Дніпро» (Дніпро) та «Динамо» (Київ). У сезоні 2012/13 років дебютував за юнацьку команду «динамівців», а наступного сезону — в «молодіжній» команді.
12 серпня 2015 року підписав 2-річний контракт з «Гірником». У футболці криворізького клубу дебютував 5 вересня 2015 року в нічийному (1:1) домашньому поєдинку 7-го туру Першій лізі України проти «Тернополя». Ігор вийшов на поле на 82-ій хвилині, замінивши В'ячеслава Рябова. У сезоні 2015/16 років провів 7 поєдинків у Першій лізі України, ще 15 матчів (8 голів) провів за «Гірник-2» у чемпіонаті Дніпропетровської області.
Наприкінці лютого 2017 року став гравцем «Олександрії». Дебютував за молодіжну команду клубу 24 лютого 2017 року в переможному (1:0) домашньому поєдинку 19-го туру чемпіонату України проти луцької «Волині». Ігор вийшов на поле в стартовому складі та відіграв увесь матч. Дебютним голом за олександрійську молодіжку 10 березня 2017 року на 42-ій хвилині (пенальті) нічийного (2:2) домашнього поєдинку 21-го туру чемпіонату України проти «Дніпра». Яровой вийшов на поле в стартовому складі та відіграв увесь матч. У складі «Олександрії U-21» зіграв 20 матчів та відзначився 4-ма голами.
На початку січня 2018 року перебрався в «Гірник». У футболці криворізького клубу дебютував 22 липня 2018 року в нічийному (3:3) домашньому поєдинку 1-го туру групи «Б» Другої ліги України проти сімферопольської «Таврії». Ігор вийшов на поле в стартовому складі та відіграв увесь матч. Першими голами за «Гірник» відзначився на 69-ій та 76-ій хвилині (реалізував пенальті) переможного (3:2) домашнього поєдинку 4-го туру групи «Б» Другої ліги України проти горностаївського «Миру». Ігор вийшов на поле в стартовому складі та відіграв увесь матч. У сезоні 2018/19 років «Гірник» став бронзовим призером групи Б Другої ліги України. Напередодні старту сезону 2020/21 років став одним з футболістів «Гірника», які перейшли до відродженого «Кривбасу». У футболці криворізького клубу дебютував 5 вересня 2020 року в переможному (1:0) виїзному поєдинку 1-го туру групи Б Другої ліги України проти одеського «Реал Фарми». Яровой вийшов на поле на 74-ій хвилині, замінивши В'ячеслава Рябова. У сезоні 2020/21 років разом з «Кривбасом» став срібним призером групи Б Другої ліги України.

## Кар'єра в збірній
Виступав за юнацькі збірні України різних вікових категорій.

## Досягнення
«Кривбас» (Кривий Ріг)
- Другої ліги України
  -  Срібний призер (1): 2020/21